# Zakładnik (film 2005)
Zakładnik (tytuł oryginalny Όμηρος, inny tytuł: Hostage) – grecko-turecki film fabularny z roku 2005 w reżyserii Konstandinosa Janarisa.

## Opis fabuły
Film oparty na wydarzeniach autentycznych. W północnej Grecji młody albański gastarbeiter, który nie otrzymał zapłaty za pracę wykonywaną na czarno porywa autobus wraz z 7 pasażerami. Za ich uwolnienie domaga się miliona euro i swobodnego przejazdu do Albanii. Kiedy już dociera do Albanii i wydaje mu się, że osiągnął sukces ginie zastrzelony przez policyjnego snajpera. Film przedstawia rzadki we współczesnym kinie greckim problem ksenofobii i rasizmu w społeczeństwie greckim.

## Obsada
- Stathis Papadopoulos jako Seni
- Theodora Tzimou jako Iliana
- Yannis Stankoglou  jako Grigoris
- Ndriçim Xhepa jako szef policji
- Minas Hatzisavvas jako policjant
- Arto Apartian jako kierowca autobusu
- Rajmonda Bulku jako matka
- Marilou Kapa-Valeonti
- Konstantina Angelopulou
- Antonis Dourakis
- Manolis Afoliano